# Ethniki Odos 1
Die Ethniki Odos 1 (Abkürzung: EO1, griechisch Εθνική Οδός 1 ‚Nationalstraße 1‘) ist die alte Fernverkehrsstraße mit einer Spur pro Richtung, die Athen mit Thessaloniki und Evzoni, dem Grenzort zwischen Griechenland und Nordmazedonien, verbindet. Auf dem größten Teil der Strecke wurde sie durch die A1 ersetzt.

## Ursprünglicher Verlauf
Nach den Ausführungen im Griechischen Gesetzesblatt (ΦΕΚ) von 1963 führte die ursprüngliche Strecke der EO1 von Athen nach Evzoni an die Grenze der Sozialistischen Föderativen Republik Jugoslawien über die folgenden Orte:
- Dekeleia
- Sfendali (Malakasa, Oropos)
- Martino (Lokri)
- Atalandi
- Kamena Vourla Molos-Agios Konstantinos
- Thermopylen
- Lamia
- Stylida
- Almyros
- Velestino für Volos
- Larisa
- Tempe
- Katerini
- Alexandria
- Chalkidona
- Gefyra
- Polykastro[1]

## Heutiger Verlauf
Heute hat die A1 den größten Teil der ursprünglichen Strecke aufgenommen, auch wenn überwiegend noch die alte einspurige Straße neben der Trasse der A 1 herläuft. Es gibt jedoch einen Engpass, westlich des Yliki-Sees, an dem nicht-autobahntauglicher Verkehr umgeleitet wird über Thiva und Aliartos auf der E.O. 3. Auch der Grenzübergang in Evzoni ist nur als Autobahnübergang ausgebaut.